# Deny (groupe)
Pour les articles homonymes, voir Deny (homonymie).
Deny, également stylisé DENY, est un groupe de post-hardcore argentin, originaire de Buenos Aires. Formé en 2007, le groupe a joué avec des groupes tels que A Day to Remember, Blessthefall, Silverstein, Memphis May Fire, En Nuestros Corazones etc. En septembre 2011 DENY signe chez Pinhead Records pour un nouvel album, Reino de Tormentas.

## Biographie

### Débuts (2007–2011)

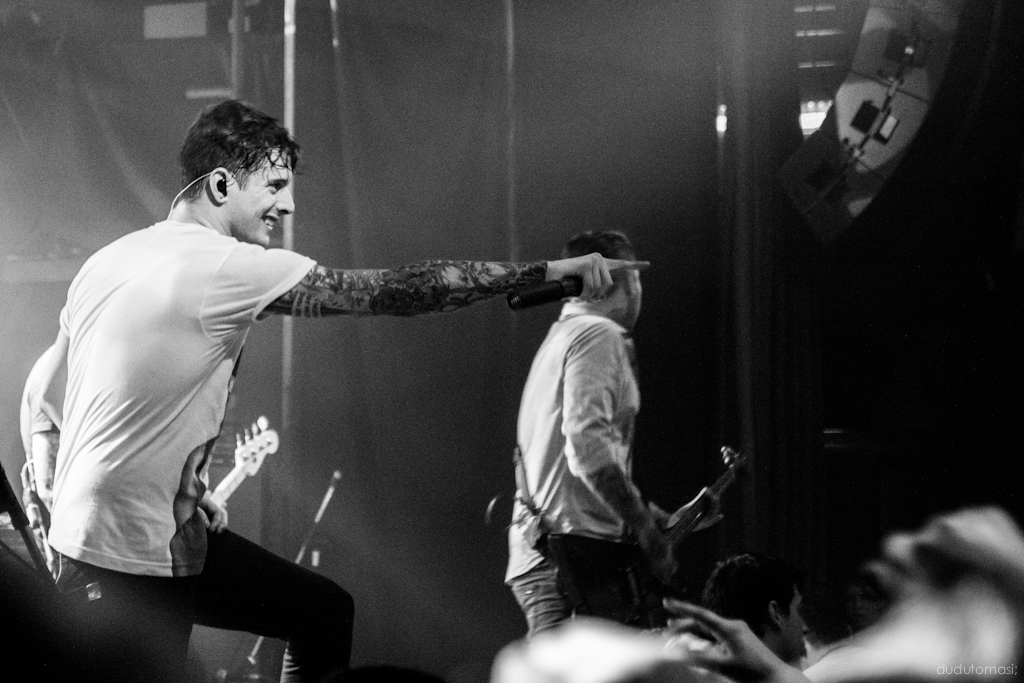
Nazareno Gomez (devant) en concert à Buenos Aires en 2012.

Deny est formé en 2007 à Buenos Aires. La formation comprend Nazareno Gomez (chant), Joaquín Ortega (guitare, chant), Mateo Sevillano (guitare), Juan Pablo Uberti (basse, chant), Agustín Dupuis (batterie), et Jonathan Perez (claviers).
Deny publie son premier EP intitulé La Distancia en 2009 via Inmune Records. L'EP est enregistré par Javier Casas du groupe de punk hardcore argentin Nueva Ética et Matias Espinoza, chanteur de Dar Sangre,. Le groupe partage la scène avec Silverstein et Alesana pendant le Super Rock de Capital Federal le 11 février 2009. Deny joue en soutien à son EP dans la banlieue de Buenos Aires pendant le reste de l'année. En 2010, Deny joue au No Soy Rock. Deny joue en ouverture pour August Burns Red et Blessthefall au Roxy de Palermo le 24 août 2010.

### Reino de Tormentas(2011–2013)

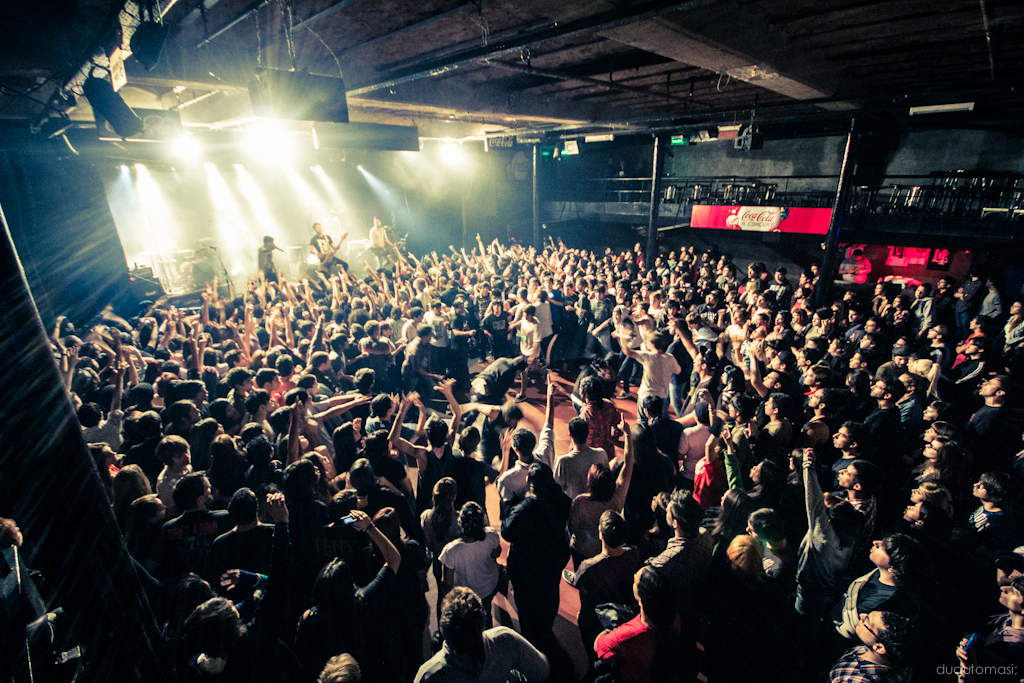
Deny, en concert en 2012.

Deny ouvre pour A Day to Remember au Teatro Colegiales de Buenos Aires le 12 juin 2011. A Day to Remember joue ce concert pendant leur tournée What Separates Me from You Tour,,. Le groupe enregistre son premier album Reino de Tormentas après sa signature au label punk argentin Pinhead Records (Tierra Santa, Boikot, Reincidentes et Todos Tus Muertos). Reino de Tormentas est publié le 23 septembre 2011. Deny joue deux concerts au Chili les 15 et 16 octobre 2011 à Valparaíso et Santiago de Chile ensemble avec Admira mi Desastre. Deny jouera aussi avec Blessthefall et August Burns Red
Le premier EP, La Distancia, est réédité chez Pinhead Records le 24 février 2012. La version rééditée de l'EP comprend deux chansons bonus. Deny partagera la scène avec le groupe argentin Attaque 77 à la tournée Resistance Tour, organisée par Pinhead Records et Gonna Go,. Deny célèbre ses cinq années d'activité à La Trastienda Club avec Carajo, le 13 mai 2012. Le 13 septembre 2012, Deny joue en ouverture pour Memphis May Fire avec Mi Última Solucion au Asbury Rock de Rivadavia, à Buenos Aires. Le groupe joue un autre concert à Santiago de Chile au Monster Rock Fest avec Valor Interior en tête d'affiche, t aux côtés de Drop the Gun, Admira mi Desastre, Sophia the Ocean, Divide y Conquista, et Incomarose. Le groupe joue deux concerts en Uruguay les 11 et 12 octobre 2012. Les concerts se déroulent à Maldonado et Montevideo. Il s'agit de leur première apparition en Uruguay. Deny publie un deuxième clip en septembre 2012. La vidéo comprend leur apparition à Mar del Plata et Buenos Aires pendant la Resistance Tour.

### Por SiempreetInvencible(depuis 2013)
Le 23 avril 2013, le groupe joue un concert pour le Resistance Tour à Temperley avec les groupes Cirse et Bulldog. Le 23 mars 2013, ils annoncent un DVD intitulé Por Siempre filmé au Groove en novembre 2012, pour le 18 mai 2013 via Pinhead Records. Une version physique est publiée uniquement en Argentine, et numériquement à l'international sur Itunes. Le groupe annonce ensuite l'écriture de nouvelles chansons pou un nouvel album à paraitre par la suite. Ils jouent à La Trastienda Club de Buenos Aires le jour de sa sortie.
Le groupe tourne en Argentine en soutien à son nouvel album. Ils tournent à Campana, Cordoba, Tucumán et Rosario. Le groupe joue un concert au festival Innovafest organisé à Quilmes. En octobre, le groupe est annoncé au Brésil pour la première fois. Deny y jouera trois concerts. L'un d'entre eux se déroule au Sampa Music Festival de Sao Paulo. Le groupe de rock originaire de Sao Paolo Every Man Is an Island soutient le groupe pendant leur passage au Brésil. Le 8 décembre 2013, ils jouent u nset à la télévision appelé Quiero Musica en mi Idioma pour l'émission télévisée Q-News. Deux semaines avant, le groupe joue Un año más.
Le groupe commence la pré-production de son nouvel album le 5 février 2014. Pendant ce temps, ils jouent quelques concerts dans la banlieue de Buenos Aires. Le nouvel albumest annoncé pour le 12 juillet 2014, et est intitulé Invencible. Le 8 juin 2014, Deny joue au Ciudad Emergente, un festival d'arts à Buenos Aires,.

## Musical style
Deny joue un style musical orienté metalcore et screamo de post-hardcore. Le groupe s'inspire principalement d'Alexisonfire et Underoath,et d'autres groupes comme Bad Religion et Pennywise. Certaines chansons font usage d'éléments issus de la musique électronique. La majeure partie de leurs chansons sont écrites en espagnol.

## Membres

### Membres actuels
- Nazareno Gomez – chant guttural
- Joaquín Ortega – chant, guitare rythmique
- Juan Pablo Uberti – basse, chœurs
- Agustín Dupuis – batterie, percussions

### Anciens membres
- Jonathan Pérez – claviers, synthétiseur, programmation
- Agustín Abelenda – claviers, synthétiseur, programmation
- Mateo Sevillano – guitare solo

## Discographie

### Albums studio
- 2011 : Reino de Tormentas
- 2014 : Invencible

### EP
- 2009 : La Distancia
- 2013 : Por Siempre (CD/DVD)